# كوامي نصور
كوامي نصور (بالإنجليزية: Kwame Nsor)‏ (1 أغسطس 1992 بأكرا في غانا - ) هو لاعب كرة قدم غاني في مركز الهجوم. شارك مع منتخب غانا تحت 20 سنة لكرة القدم. أما مع النوادي، فقد لعب مع نادي كايزرسلاوترن ونادي ميتز وليجون سيتيز وTudu Mighty Jets F.C. ‏ ونادي سيراين.

## روابط خارجية
- كوامي نصور على موقع قاعدة بيانات كرة القدم.إي يو (الإنجليزية)
- كوامي نصور على موقع بيانات كرة القدم. دي إي (الألمانية)
- كوامي نصور على موقع Soccerway.com (الإنجليزية)
- كوامي نصور على موقع AS.com (الإسبانية)